# Prisadec
Prisadec (bułg. Присадец) – wieś w południowej Bułgarii, znajdująca się w obwodzie Chaskowo, w gminie Topołowgrad.
Do 1934 roku miejscowość ta nazywała się Armutłar.